# Cyber Glace
 (août 2020).
Si vous disposez d'ouvrages ou d'articles de référence ou si vous connaissez des sites web de qualité traitant du thème abordé ici, merci de compléter l'article en donnant les références utiles à sa vérifiabilité et en les liant à la section « Notes et références ».
Cyber Glace est le nom de la patinoire de Monéteau près d'Auxerre en Bourgogne inaugurée en 1996.

## Description
La patinoire CyberGlace se trouve dans le parc d'activités des Macherins à Monéteau au nord d'Auxerre.
Construite en 1996 par Alessandro Riccitelli, elle est l'une des deux patinoires de Bourgogne avec la patinoire Trimolet à Dijon.
La piste de glace est de dimensions nationales soit 56 mètres de long sur 26 mètres de large et patinoire dispose de 300 places de gradins.
Le bureau d'étude New Patin' Age en assure l'exploitation commerciale, sportive et technique depuis sa création.

## Technique
La patinoire, ouverte toute l'année, consomme 430 Watt/m²/an.

## Associations résidentes
La patinoire héberge la "Cie Moins5", association culturelle développant les arts vivants sur glace. A ce titre, elle produit et/ou co-produit des spectacles en relation avec la glace, accueille des troupes de spectacle, tisse des liens culturels avec des disciplines périphériques telles que le théâtre, la danse et le chant.
La patinoire accueille également "Figure Libre", un club de patinage artistique labellisé par la Fédération Française des Sports de Glace.
Le hockey est également présent, pratiqué en loisir.